# Euphydryas streckeri
Euphydryas streckeri är en fjärilsart som beskrevs av Ellsworth 1902. Euphydryas streckeri ingår i släktet Euphydryas och familjen praktfjärilar. Inga underarter finns listade i Catalogue of Life.